# Bicol
Bicol (Regione V; in tagalog: Kabikulan, in spagnolo: Bícol) è una regione amministrativa delle Filippine.
Copre la parte sud-orientale dell'isola di Luzon.
È composta dalle province di Albay, Camarines Norte, Camarines Sur, Catanduanes, Masbate e Sorsogon, e la città indipendente di Naga. Naga e Legazpi sono i suoi capoluoghi regionali.

## Geografia fisica

### Territorio
Il territorio di Bicol è costituito per il 30.7% da foreste.

### Suddivisioni amministrative
La regione si suddivide in 6 province. Vi sono poi altre 2 città componenti, una indipendente, e 90 municipalità.

#### Province
- Albay
- Camarines Norte
- Camarines Sur
- Catanduanes
- Masbate
- Sorsogon

#### Città
Città indipendenti:
- Naga (Camarines Sur)

Città componenti:
- Legazpi (Albay)
- Ligao (Albay)
- Tabaco (Albay)
- Iriga (Camarines Sur)
- Masbate (Masbate)
- Sorsogon (Sorsogon)